# 格爾森河畔聖法伊特
格爾森河畔聖法伊特（德語：Sankt Veit an der Gölsen）是奥地利下奥地利州利林费尔德县的一个市镇。总面积78.12平方公里，总人口3903人，人口密度50.0人/平方公里（2005年）。